# Episodi de Lo straordinario mondo di Zoey (prima stagione)
La prima stagione della serie televisiva Lo straordinario mondo di Zoey (Zoey's Extraordinary Playlist) è stata trasmessa sul canale statunitense NBC dal 7 gennaio al 3 maggio 2020.
In Italia la serie è stata trasmessa in prima visione assoluta su RaiPlay, con tre episodi a settimana dal 16 settembre al 7 ottobre 2020.

| n° | Titolo originale                 | Titolo italiano                        | Prima TV USA     | Prima TV assoluta Italia |
| -- | -------------------------------- | -------------------------------------- | ---------------- | ------------------------ |
| 1  | Pilot                            | Lo straordinario potere di Zoey        | 7 gennaio 2020   | 16 settembre 2020        |
| 2  | Zoey's Extraordinary Best Friend | Lo straordinario miglior amico di Zoey | 16 febbraio 2020 | 16 settembre 2020        |
| 3  | Zoey's Extraordinary Boss        | Lo straordinario capo di Zoey          | 23 febbraio 2020 | 16 settembre 2020        |
| 4  | Zoey's Extraordinary Neighbor    | Lo straordinario vicino di Zoey        | 1º marzo 2020    | 23 settembre 2020        |
| 5  | Zoey's Extraordinary Failure     | Lo straordinario fallimento di Zoey    | 8 marzo 2020     | 23 settembre 2020        |
| 6  | Zoey's Extraordinary Night Out   | La straordinaria uscita serale di Zoey | 15 marzo 2020    | 23 settembre 2020        |
| 7  | Zoey's Extraordinary Confession  | La straordinaria confessione di Zoey   | 22 marzo 2020    | 30 settembre 2020        |
| 8  | Zoey's Extraordinary Glitch      | La straordinaria anomalia di Zoey      | 29 marzo 2020    | 30 settembre 2020        |
| 9  | Zoey's Extraordinary Silence     | Lo straordinario silenzio di Zoey      | 5 aprile 2020    | 30 settembre 2020        |
| 10 | Zoey's Extraordinary Outburst    | Lo straordinario sfogo di Zoey         | 19 aprile 2020   | 7 ottobre 2020           |
| 11 | Zoey's Extraordinary Mother      | La straordinaria madre di Zoey         | 26 aprile 2020   | 7 ottobre 2020           |
| 12 | Zoey's Extraordinary Dad         | Lo straordinario padre di Zoey         | 3 maggio 2020    | 7 ottobre 2020           |

## Lo straordinario potere di Zoey
Zoey sta affrontando molti problemi nella sua vita: è in competizione per una promozione sul lavoro e suo padre sta lentamente morendo di una malattia neurologica. Temendo che lei stessa possa sviluppare sintomi, si sottopone a una risonanza magnetica. Un terremoto durante la procedura altera i suoi schemi cerebrali, i quali le danno il "potere" di percepire i sentimenti altrui sotto forma di canzoni, tramite le quali le persone rivelano i loro pensieri e sentimenti privati. Usa il suo potere per connettersi emotivamente con un collega ferito, Simon, per il quale ha una cotta, anche se in seguito scopre che è fidanzato. Successivamente, il suo dono le permette di comunicare con suo padre per la prima volta da mesi. Zoey organizza una gita in barca a vela per sollevare lo spirito di suo padre e si fa carico di occuparsi di un bug del software di sistema. Questo impressiona il suo capo, Joan, che accetta di darle la promozione. Quando racconta alcune di queste cose al suo caro amico Max, grazie ai suoi poteri capisce che lui è segretamente innamorato di lei.

### Canzoni
| canzone                                                      | Cantante/i                                                             | Presente nell'album |
| ------------------------------------------------------------ | ---------------------------------------------------------------------- | ------------------- |
| Angel of the Morning by Juice Newton                         | Alex Newell as Mo                                                      | no                  |
| Wake Me Up Before You Go Go by Wham                          | Alex Newell as Mo                                                      | no                  |
| All by Myself by Eric Carmen                                 | Malinda Farrington as Lonely Woman                                     | no                  |
| Whatta Man by Salt-N-Pepa                                    | Connie Chen, Karriyma Pekary, and Carolyn Fluehr as Three Ogling Women | no                  |
| Help! by The Beatles                                         | Various as Crowd                                                       | si                  |
| Lean on Me by Bill Withers                                   | Alex Newell as Mo                                                      | no                  |
| Morning Has Broken by Eleanor Farjeon                        | Alex Newell as Mo                                                      | no                  |
| Mad World by Michael Andrews featuring Gary Jules            | John Clarence Stewart as Simon                                         | si                  |
| All I Do Is Win by DJ Khaled                                 | Michael Thomas Grant as Leif                                           | si                  |
| True Colors by Cyndi Lauper                                  | Peter Gallagher as Mitch                                               | si                  |
| Good Morning by Gene Kelly, Debbie Reynolds, Donald O'Connor | Alex Newell as Mo                                                      | no                  |
| I Think I Love You by The Partridge Family                   | Skylar Astin as Max                                                    | si                  |

## Lo straordinario miglior amico di Zoey
Sperando di allontanare da lei l'affetto di Max, Zoey lo convince a uscire con Autumn, una barista. Il suo ultimo progetto al lavoro, una caccia al tesoro virtuale progettata come parte di una promozione aziendale, va terribilmente storto quando la sua leadership prepotente non riesce a motivare la sua squadra. Disperata, finisce da sola l'intero progetto, sconvolgendo Joan, che è delusa dalla sua incapacità di essere una manager efficace. A casa, il padre di Zoey canta Moondance a sua madre: Zoey crede che sia un segno che vuole entrare in intimità. Zoey accenna la cosa alla madre, che ne è felicissima, dal momento che suo marito, nonostante un miglioramento del controllo sui suoi movimenti muscolari grazie a nuovi farmaci, non è ancora in grado di comunicare efficacemente con lei. Zoey accetta un consiglio di Simon e dice ai membri del suo team quanto li apprezza, conquistando la loro fiducia. Più tardi, lei e Mo discutono del suo potere e Zoey si rende conto che potrebbe essere in grado di usarlo per aiutare le persone con i loro problemi.

### Canzoni
| Canzone                                                       | Cantante/i               | Presente nell'album |
| ------------------------------------------------------------- | ------------------------ | ------------------- |
| I've Got the Music in Me by Kiki Dee                          | Jane Levy as Zoey        | si                  |
| Sucker by Jonas Brothers                                      | Skylar Astin as Max      |                     |
| I Wanna Dance with Somebody (Who Loves Me) by Whitney Houston | Various as Crowd         |                     |
| Moondance by Van Morrison                                     | Peter Gallagher as Mitch | no                  |

## Lo straordinario capo di Zoey
Zoey scopre che Joan sta avendo problemi con il suo matrimonio. Inizialmente, decide di non farsi coinvolgere, ma si ritrova inseguita dalla canzone di Joan: (I Can't Get No) Satisfaction. Zoey si confronta con Joan, che le parla del suo marito negligente e opprimente Charlie. Zoey nota anche che sua madre, Maggie, si sente poco apprezzata a casa e che il tempo assorbito dall'assistenza a Mitch non le permette di curarsi di se stessa. Dopo che Maggie litiga con un'altra cliente di un negozio di alimentari, Zoey e suo fratello decidono di intervenire e di prendersi cura di Mitch. Alla festa di lancio in cui Charlie dovrebbe debuttare con il nuovo smartwatch di SPRQ, Joan gli dice che il loro matrimonio è finito. Su richiesta di Zoey, fa da sola la demo del prodotto, che è ben accolta. Zoey supera la sua precedente riluttanza e si unisce a Simon in un ballo.

### Canzoni
| Canzone                                             | Cantante/i                                               | Presente nell'album |
| --------------------------------------------------- | -------------------------------------------------------- | ------------------- |
| (I Can't Get No) Satisfaction by The Rolling Stones | Lauren Graham as Joan                                    | si                  |
| How Can You Mend a Broken Heart by The Bee Gees     | Mary Steenburgen as Maggie                               | si                  |
| Superstar from Jesus Christ Superstar               | Michael Thomas Grant, Kapil Talwalkar, various as Coders | si                  |
| NO by Meghan Trainor                                | John Clarence Stewart as Simon                           | no                  |
| Roar by Katy Perry                                  | Lauren Graham as Joan                                    | no                  |

## Lo straordinario vicino di Zoey
Zoey scopre che Mo canta nel coro della sua chiesa e che, per farlo, si veste da uomo; quando cerca di intervenire, Mo le dice con rabbia di starne fuori. Joan diventa depressa e inizia a digiunare, facendo preoccupare Zoey che i suoi sforzi per aiutare gli altri stiano fallendo. David, notando che Mitch è sconvolto al pensiero di non essere in grado di festeggiare la nascita di suo nipote, decide di organizzare una festa di rivelazione del sesso (che non avevano ancora voluto rivelare). Maggie viene assunta per aiutare a preparare il matrimonio di Simon, e Zoey le confessa che i suoi sentimenti per Simon derivano in parte dalla loro esperienza condivisa della perdita dei padri. Mo smette di andare in chiesa, sentendosi un ipocrita; quando però vede che Zoey riesce a convincere una loro vicina agorafobica a lasciare il suo appartamento per la prima volta, si decide a accettarsi e a esibirsi vestito da donna.

### Canzoni
| Canzone                                       | Cantante/i            | Presente nell'album |
| --------------------------------------------- | --------------------- | ------------------- |
| Great Pretender by The Platters               | Alex Newell as Mo     | si                  |
| Con te partirò by Andrea Bocelli              | Skylar Astin as Max   | no                  |
| Margaritaville by Jimmy Buffett               | Naoko Mori as Bonnie  | no                  |
| Kokomo by The Beach Boys                      | Naoko Mori as Bonnie  | no                  |
| Wrecking Ball by Miley Cyrus                  | Lauren Graham as Joan | si                  |
| This Little Light of Mine by Harry Dixon Loes | Alex Newell as Mo     | si                  |

## Lo straordinario fallimento di Zoey
Si apre una spaccatura tra Zoey e suo fratello quando lei rivela la sua paura della paternità a sua moglie Emily, danneggiando la loro relazione. Quando lei lo chiama per riparare le barriere, lui le dice che ha bisogno di un po' di tempo prima di poterla perdonare. Max decide di rompere con Autumn dopo aver capito che vogliono cose diverse nella vita. Leif riceve una critica negativa al lavoro e cade nella disperazione: per aiutarlo a superarla, Zoey lascia che lui la incolpi per la critica (che in realtà è stata scritta da Joan). Maggie pensa di chiudere l'attività di progettazione di giardini che ha fondato con Mitch, ma cambia idea su consiglio di Zoey (ispirata da una "canzone" del padre). Quella notte, Simon va nell'appartamento di Zoey per condividere i suoi sentimenti sull'anniversario della morte di suo padre e le canta una canzone del cuore, portando a un momento di profonda attrazione reciproca.

### Canzoni
| Canzone                                                         | Cantante/i                                   | Presente nell'album |
| --------------------------------------------------------------- | -------------------------------------------- | ------------------- |
| Just Give Me a Reason by Pink (ft. Nate Ruess)                  | Andrew Leeds as David and Alice Lee as Emily | si                  |
| (You Gotta) Fight for Your Right (to Party) by The Beastie Boys | Andrew Leeds as David                        | si                  |
| Everybody Hurts by R.E.M.                                       | Michael Thomas Grant as Leif                 | no                  |
| It's Your Thing by The Isley Brothers                           | Peter Gallagher as Mitch                     | si                  |
| Should I Stay or Should I Go by The Clash                       | John Clarence Stewart as Simon               | si                  |

## La straordinaria uscita serale di Zoey
Max scopre tramite Zoey che Autumn è furiosa con lui per aver posto fine alla loro relazione; si rivolge a Mo, che gli consiglia di dimenticare il passato e gli propone un restyling per aiutarlo a andare avanti. Zoey decide di non partecipare alla festa di fidanzamento di Simon per paura che la sua fidanzata Jessica creda che lei e Simon abbiano dei sentimenti l'uno per l'altro. Invece, esce a bere con Joan, che alla fine finisce per portarli direttamente alla festa di Simon. Mentre sono ubriachi, Joan e Leif escogitano una nuova idea tecnologica. Mo incontra Eddie, un amico di Jessica. Jessica accusa pubblicamente Zoey di andare a letto con il suo futuro marito e la caccia via. Nel frattempo, Zoey riceve una chiamata da Maggie: Mitch è caduto salendo le scale e si è ferito alla schiena. Max interviene per aiutare Zoey a raggiungere la casa dei suoi genitori e lei inizia a riflettere se potrebbero ancora avere un futuro insieme.

### Canzoni
| Canzone                                     | Cantante/i                   | Presente nell'album |
| ------------------------------------------- | ---------------------------- | ------------------- |
| You Give Love a Bad Name by Bon Jovi        | Stephanie Styles as Autumn   | no                  |
| Tik Tok by Kesha                            | Lauren Graham as Joan        | no                  |
| Say My Name by Destiny's Child              | India de Beaufort as Jessica | si                  |
| I'm Gonna Be (500 Miles) by The Proclaimers | Skylar Astin as Max          | si                  |

## La straordinaria confessione di Zoey
Zoey decide di dire a Max la verità sul suo potere, ma lui crede che lei stia prendendo in giro lui e i suoi sentimenti.  Per convincerlo, Zoey cerca di aiutare Leif e Tobin a sistemare la loro amicizia, che è stata influenzata dal nuovo progetto di Leif: Leif ammette che vuole concentrarsi maggiormente sul lavoro e che si aspetta che Tobin faccia lo stesso. Max non è ancora convinto, quindi Zoey gli dice che ha sempre saputo che lui l'amava, ma non ha mai detto nulla: questa è l'ultima goccia per Max, che se ne va. Zoey è combattuta e cerca di sistemare le cose con Max aprendosi a lui e confessandogli che ha paura di impegnarsi; Max però le risponde che non è abbastanza per sistemare le cose. Maggie assume un'infermiera per prendersi cura di Mitch, ma trovandola troppo rigida e disinteressata ai desideri di Mitch decide di licenziarla e assumere Howie, un badante più rilassato. Zoey sorprende Leif e Joan mentre discutono della loro crescente attrazione reciproca e iniziano a baciarsi.

### Canzoni
| Canzone                                         | Cantante/i                                   | Presente nell’album |
| ----------------------------------------------- | -------------------------------------------- | ------------------- |
| "A Little Less Conversation" by Elvis Presley   | Mary Steenburgen as Maggie                   | Si                  |
| "If I Can't Have You" by Shawn Mendes           | Skylar Astin as Max                          | Si                  |
| "Don't Speak" by No Doubt                       | Kapil Talwalkar as Tobin                     | Si                  |
| "Bailamos" by Enrique Inglesias                 | Alex Newell as Mo and Patrick Ortiz as Eddie | Si                  |
| "I Put a Spell on You" by Screamin' Jay Hawkins | Michael Thomas Grant as Leif                 | No                  |

## La straordinaria anomalia di Zoey
Mentre si trova in una situazione di estrema tensione per una scadenza troppo ravvicinata e una presentazione importante da fare al CEO dell'azienda, Zoey riceve notizie devastanti su suo padre: le sue condizioni stanno ricominciando a deteriorarsi rapidamente e potrebbe avere solo poche settimane di vita. Lo stress estremo e le notizie tristi inducono il suo potere a "invertirsi": invece di ascoltare i sentimenti più intimi degli altri come una canzone, Zoey prova l'impulso incontrollabile di cantare e ballare i suoi sentimenti più intimi. Anche di fronte al CEO, invece di presentare la cronologia del progetto, irrompe in Pressure di Billy Joel: Max interviene per ballare con lei e condividere il suo imbarazzo. Zoey e Joan presumono che saranno entrambe licenziate, ma il CEO è favorevolmente impressionato dalla sua "stranezza" e, oltre a dare il via libera al progetto, accetta la proposta di Zoey di prolungare i tempi di realizzazione. Zoey canta anche sia per Simon sia per Max, rivelando di provare sentimenti per entrambi. Simon bacia brevemente Zoey e Zoey affronta suo padre in modo che i suoi poteri possano tornare alla normalità.

### Canzoni
| Canzone                                         | Cantante/i                                | Presente nell’album |
| ----------------------------------------------- | ----------------------------------------- | ------------------- |
| "Crazy" by Gnarls Barkley                       | Jane Levy as Zoey                         | Si                  |
| "I Saw Mommy Kissing Santa Claus" by Jimmy Boyd | Jane Levy as Zoey                         | No                  |
| "Pressure" by Billy Joel                        | Jane Levy as Zoey and Skylar Astin as Max | No                  |
| "I'm Yours" by Jason Mraz                       | Jane Levy as Zoey                         | Si                  |
| "I Want You to Want Me" by Cheap Trick          | Jane Levy as Zoey                         | Si                  |
| "How Do I Live?" by LeAnn Rimes                 | Jane Levy as Zoey                         | Si                  |

## Lo straordinario silenzio di Zoey
I poteri di Zoey sono tornati alla normalità, ma vuole chiarezza da Simon sul bacio che hanno condiviso. Sente Howie, il badante di suo padre, cantare e scopre che ha una relazione difficile con sua figlia Abigail. Zoey va con Howie a trovare Abigail al college e scopre che è sorda e sta cercando di diventare programmatrice; per di più, vorrebbe fare volontariato in Kenya, ma Howie è contrario. Nel frattempo, Mo e Eddie invitano Simon e Jessica per il brunch, perché Mo progetta di affrontare Simon a proposito di ciò che sta facendo a Jessica e Zoey; ma diventa chiaro che Simon è un bravo ragazzo che semplicemente non sa cosa fare. Emily si sente respinta da David e Maggie le dà consigli su come fargli sapere che desidera maggiori attenzioni. Max riceve un'offerta di lavoro da Ava Price, del sesto piano: avendo ricevuto l'approvazione di Zoey, decide di accettare. Zoey e Tobin, valutando Abigail per uno stage presso SPRQ Point, parlano ad Abigail della sua relazione con suo padre; alla fine Zoey riesce a convincere Howie a lasciare che Abigail studi all'estero. Zoey comunica a Simon che tra loro non deve esserci più nulla; il giorno successivo, tuttavia, arrivando al lavoro Zoey assiste alla rottura di Simon e Jessica.

### Canzoni
| Canzone                                      | Cantante/i                                                      | Presente nell’album |
| -------------------------------------------- | --------------------------------------------------------------- | ------------------- |
| "The Sound of Silence" by Simon & Garfunkel  | Zak Orth as Howie and Peter Gallagher as Mitch                  | Si                  |
| "Buttons" by The Pussycat Dolls              | Alice Lee as Emily                                              | No                  |
| "Fight Song" by Rachel Platten               | Sandra Mae Frank as Abigail                                     | No                  |
| "The Trouble with Love Is" by Kelly Clarkson | Alex Newell as Mo                                               | No                  |
| "Happier" by Marshmello (ft. Bastille)       | John Clarence Stewart as Simon and India de Beaufort as Jessica | Si                  |

## Lo straordinario sfogo di Zoey
Zoey e Simon tentano di ridefinire la loro relazione dopo la rottura del fidanzamento; ma lei crede che il suo dolore sia tornato al punto di partenza dopo averlo sentito cantare la stessa canzone che li ha fatti legare. Max si abitua rapidamente al suo nuovo lavoro al sesto piano, decidendo persino di trattenere per la sua nuova squadra alcuni elementi del progetto al quale lavorava al quarto piano. Zoey lo accusa di volerlsi vendicare e punirla: Max risponde che ora vuole concentrarsi sulla propria felicità invece che su quella di tutti gli altri. Zoey assale verbalmente Howie per aver sedato suo padre: Howie voleva aiutarlo a dormire, ma questo impedisce a Zoey di sentirlo cantare e la priva quindi di preziosi momenti di comunicazione con lui. Zoey si accapiglia anche con Simon a proposito del suo lutto e della sua titubanza; Mo interrompe il litigio costringendoli a ballare, dopodiché sia Simon sia Zoey si aiutano a vicenda a riconoscere il proprio dolore. Joan, imbeccata da Zoey, scopre che Leif è innamorato di lei e interrompe la sua relazione con lui; Leif chiede a Max se anche lui può trasferirsi al sesto piano. Nel frattempo, si avvicina l'anniversario di Mitch e Maggie, ma, a causa delle condizioni di lui, non sarà possibile festeggiare al solito ristorante. Zoey e Howie preparano una cena intima per loro in modo che possano condividere un'ultima notte romantica insieme.

### Canzoni
| Canzone                                             | Cantante/i                                              | Presente nell’album |
| --------------------------------------------------- | ------------------------------------------------------- | ------------------- |
| "Here I Go Again" by Whitesnake                     | Skylar Astin as Max and John Clarence Stewart as Simon  | Si                  |
| "Let's Stay Together" by Al Green                   | Michael Thomas Grant as Leif                            | Si                  |
| "Mad World" by Michael Andrews featuring Gary Jules | John Clarence Stewart as Simon                          | No                  |
| "The Boy Is Mine" by Brandy & Monica                | Lauren Graham as Joan and Renée Elise Goldsberry as Ava | Si                  |
| "Perfect" by Ed Sheeran                             | Mary Steenburgen as Maggie and Peter Gallagher as Mitch | Si                  |

## La straordinaria madre di Zoey
Zoey e la famiglia iniziano i preparativi per il funerale, ma soprattutto Maggie non è emotivamente pronta.  Zoey incontra una vedova benestante di nome Deb, che coinvolge per aiutare Maggie a riconoscere l'inevitabilità della scomparsa di suo marito. Joan, notando che Zoey è in difficoltà, le consiglia di non lasciare che il lavoro intralci la famiglia e di prendersi tempo per il cambiamento che la aspetta. Max e Leif si avvicinano, accomunati dall'essere stati rifiutati da Zoey e Joan. Mo vuole rompere con il Eddie a causa di uno spettacolo che lo impegnerebbe per otto mesi, anche se il suo cuore canta diversamente. Joan e Ava scoprono che Leif ha trasferito al quarto piano i dati che Max stava trattenendo: scelgono di abbandonare la rivalità e di collaborare assieme. Questo ispira Zoey e Max a tentare di ricucire la loro amicizia; tuttavia, Ava incolpa Max per la sua decisione di consentire a Leif di unirsi al team del sesto piano e lo licenzia.

### Canzoni
| Canzone                                                  | Cantante/i                                                          | Presente nell’album |
| -------------------------------------------------------- | ------------------------------------------------------------------- | ------------------- |
| "We Gotta Get Out of This Place" by The Animals          | Mary Steenburgen as Maggie, Andrew Leeds as David, various as crowd | No                  |
| "Feeling Good" by Nina Simone                            | Bernadette Peters as Deb                                            | Si                  |
| "All Out of Love" by Air Supply/ "Bye Bye Bye" by *NSYNC | Michael Thomas Grant as Leif & Skylar Astin as Max                  | Si                  |
| "Issues" by Julia Michaels                               | Alex Newell as Mo                                                   | Si                  |
| "Get Together" by The Youngbloods                        | Lauren Graham as Joan and Renée Elise Goldsberry as Ava             | No                  |

## Lo straordinario padre di Zoey
Zoey ha sentito una canzone, che l'ha sconvolta, quindi si aspetta il peggio. Inoltre, prenderà una grande decisione sui suoi sentimenti e la condividerà con Max e Simon. Le condizioni di Mitch peggiorano e la famiglia si prepara a affrontare l'inevitabile. Alla fine, Zoey, la sua famiglia e gli amici partecipano al funerale di Mitch e si salutano.

### Canzoni
| Canzone                                          | Cantante/i                                         | Presente nell’album |
| ------------------------------------------------ | -------------------------------------------------- | ------------------- |
| "Bad Moon Rising" by Credence Clearwater Revival | Jane Levy as Zoey                                  | No                  |
| "Jealous" by Nick Jonas                          | John Clarence Stewart as Simon                     | Si                  |
| "I Will Follow Him" by Peggy March               | Alex Newell as Mo                                  | Si                  |
| "All of Me" by John Legend                       | Skylar Astin as Max                                | Si                  |
| "I Know You Want Me (Calle Ocho)" by Pitbull     | Skylar Astin as Max                                | No                  |
| "Lullaby (Goodnight My Angel)" by Billy Joel     | Peter Gallagher as Mitch and Andrew Leeds as David | Si                  |
| "Dream a Little Dream of Me"                     | Mary Steenburgen as Maggie                         | No                  |
| "American Pie" by Don McLean                     | Various as Crowd                                   | Si                  |